# 史提芬·禾洛克
史提芬·禾洛克（英語：Stephen Warnock，1981年12月12日—），英格蘭足球運動員，司職左後衛，但亦可出任左中場。禾洛克是利物浦青訓出身。

## 生平

### 球會
利物浦
禾洛克是利物浦青年軍出身，11歲已效力紅軍。禾洛克曾兩次斷腳，幾乎終斷足球事業，但利物浦仍在他受傷留院時給予他第一張職業球員合約。利物浦把他外借到巴拉福特及考文垂汲收經驗，在2003/04年球季效力高雲地利時出色表現，令利物浦決定把他納入球會計劃。
禾洛克在2005年8月23日與利物浦簽下一張兩年的新合約至2008年。他於2006年3月15日在利物浦對富咸，射入他第一個入球，利物浦後來以5-1取勝。然而，由於懷斯表演出色，他的上陣機會不多。在2006/07年賽季，即使在輪換制度下，只有一次以正選身分上陣，長居後備。
2010年9月4日，禾洛克應加歷查的邀請，組成利物浦明星隊並返回利物浦的主場安菲尔德為慈善紀念賽作賽。
布力般流浪
禾洛克於2006/07年球季下半季加盟布力般流浪。2007年1月22日，他表示自己希望有正選機會，同時布力般流浪後衛盧卡斯·尼爾將轉會至韋斯咸，雙方一拍即合，因此禾洛克選擇轉會至布力般流浪，並簽下三年半合約。在1月31日，他為球隊首次聯賽上陣對車路士。於2月3日第二次上陣對錫菲聯時，比賽中因兩黃一紅被逐出場，領加盟後首場紅牌。2月25日對朴茨茅斯射入加盟球隊的第一球。2007/08年球季，禾洛克憑著出色的助攻，已經穩坐布力般流浪正選。
阿士東維拉
2009年8月27日禾洛克轉投阿士東維拉，轉會費沒有透露，簽約四年。
2012年9月21日，英冠保頓獲阿士東維拉同意借用禾洛克，為期三個月。
列斯聯
2013年1月31日，禾洛克與阿士東維拉雙方達成協議解除合約，之後加盟英冠球會列斯聯。

### 國家隊
自2005年8月29日，英格蘭國家隊曾召喚禾洛克為左後衛的替補，但在國家隊未有上陣機會。接下來，再沒有被召喚。2008年夏季卡比路重召禾洛克參加國家隊美國之旅，於6月1日後補首次上陣出戰千里達。

## 榮譽
利物浦
- 歐洲超級盃冠軍：2005/06年；
- 英格蘭足總盃冠軍：2006/07年；

## 脚注与参考文献
1. 1 2 3  Hugman, Barry J. (编). . Edinburgh: Mainstream Publishing. 2010: 429. ISBN 978-1-84596-601-0.
2. ↑  .   [2007-11-27]. （原始内容存档于2018-10-04）.
3. ↑  .   [2007-11-27]. （原始内容存档于2016-03-04）.
4. ↑  .   [2007-11-27]. （原始内容存档于2007-10-24）.
5. ↑  . BBC Sport. 2009-08-27  [2009-08-28]. （原始内容存档于2020-10-24） （英语）.
6. ↑  . BBC Sport. 2012-09-21  [2014-12-17]. （原始内容存档于2015-09-24） （英语）.
7. ↑  . BBC Sport. 2013-01-31  [2014-12-17]. （原始内容存档于2015-09-24） （英语）.
8. ↑  . BBC Sport. 2008-06-01  [2009-08-28]. （原始内容存档于2008-07-22） （英语）.

## 外部連結
- 足球数据库：史提芬·禾洛克的球员统计数据
- TheFA.com profile （页面存档备份，存于）